# Hypopta nigrisparsata
Espèce
Hypopta nigrisparsata est une espèce de lépidoptères (papillons) de la famille des Cossidae.

## Répartition
L'holotype de Hypopta nigrisparsata, une femelle, a été collecté en Argentine. 

## Description
L'holotype de Hypopta nigrisparsata mesure 37 mm.

## Taxonomie
Le nom valide complet (avec auteur) de ce taxon est Hypopta nigrisparsata Dognin, 1916,.

### Publication originale
- Dognin, Hétérocères nouveaux de l'Amérique du Sud, vol. 4, Rennes, Oberthur, décembre 1916, 34 p. (lire en ligne), chap. 12, p. 27.